# John Swift
John David Swift (ur. 23 czerwca 1995 w Portsmouth) – angielski piłkarz grający na pozycji pomocnika w Reading do którego przeszedł po wygaśnięciu kontraktu z Chelsea.

## Kariera klubowa
Swift rozpoczął swoją karierę w lokalnym Portsmouth. W 2007 roku dołączył do Chelsea. W sezonie 2013/14 dzięki dobrym występom w grupie U-21 zaczął trenować z pierwszą drużyną. 11 maja 2014 roku znalazł się na ławce rezerwowych w meczu Premier League przeciwko Cardiff City. Na boisku pojawił się w końcówce spotkania, zmieniając Edena Hazarda. Sezon 2014/15 spędził na wypożyczeniach w Rotherham United oraz Swindon Town. 1 października 2015 roku dołączył do występującego w Championship Brentford na zasadzie wypożyczenia.